# جورج غري
السير جورج غري (بالإنجليزية: George Grey)‏، الحاصل على وسام الحمام التكريمي (14 أبريل 1812 - 19 سبتمبر 1898)، كان جنديًا بريطانيًا، ومستكشفًا، ومديرًا استعماريًا، وكاتبًا. خدم في المناصب الحاكمة المتتالية: حاكم جنوب أستراليا، وحاكم نيوزيلندا مرتين، وحاكم مستعمرة كيب، ورئيس وزراء نيوزيلندا الحادي عشر.
وُلد غري في لشبونة، البرتغال، بعد أيام قليلة من مقتل والده المقدم جورج غري في معركة باداخوز في إسبانيا. تلقى تعليمه في إنجلترا. بعد خدمته العسكرية (1829-1837) واثنين من استكشافاته في أستراليا الغربية (1837-1839)، أصبح غري حاكم جنوب أستراليا في عام 1841. أشرف على المستعمرة خلال فترة تأسيسية صعبة. على الرغم من أنه كان يعتبر أقل نشاطًا من سلفه جورج غاولر، فقد أكدت إجراءاته المالية بقاءَ المستعمرة في حالة جيدة عند مغادرته إلى نيوزيلندا في عام 1845.
يمكن القول إنه كان الشخصية الأكثر نفوذًا في أثناء التسوية الأوروبية لنيوزيلندا خلال فترة كبيرة من القرن التاسع عشر. في بداية منصبه حاكمًا لنيوزيلندا من عام 1845 إلى عام 1853، رسخ السلام، وأصبح باحثًا رائدًا في ثقافة شعب الماوري، وكتب دراسة عن أساطيرهم وتاريخهم الشفهي. حصل على لقب الفروسية في عام 1848. في عام 1854، عُيّن غري حاكمًا لمستعمرة كيب في جنوب أفريقيا، إذ تعرض قراره بحل الخلافات بين السكان الأصليين والمستوطنين الأوروبيين للمدح من قبل الطرفين. عُيّن غري حاكمًا لنيوزيلندا من جديد في عام 1861، بعد منحه درجة من الحكم الذاتي لنيوزيلندا، وخدم حتى عام 1868. عُيّن رئيسًا للوزراء في عام 1877، إذ شغل المنصب حتى عام 1879.
وفقًا للفلسفة السياسية، الليبرالية الغلادستونية والجورجية، تجنب غري النظام الطبقي للحياة المبتذلة لحكم أوكلاند الجديد الذي ساعد في تأسيسه.

## نشأته
وُلد غري في لشبونة، البرتغال، وكان الابن الوحيد للمقدم جورج غري، من فوج المشاة الثلاثين (كامبردجشاير)، والذي قُتل في معركة باداخوز في إسبانيا قبل بضعة أيام من ولادة ابنه. سمعت والدته، إليزابيث آن (فيغنولز قبل الزواج)، على شرفة فندقها في لشبونة ضابطين يتحدثان عن وفاة زوجها، ما سبب الولادة المبكرة لابنها. كانت ابنة جندي متقاعد أصبح رجل دين أيرلندي، الرائد لاحقًا القس جون فيغنولز. كان جده أوين وين غري (1745 تقريبًا - 6 يناير 1819). كان عمه جون غري، الذي كان ابن أوين وين غري من زواجه الثاني.
أُرسل غري إلى مدرسة غيلدفورد الملكية في مقاطعة سري، والتحق بالكلية العسكرية الملكية ساندهيرست في عام 1826. في أوائل عام 1830، أصبح حامل الراية في فوج المشاة الثالث والثمانين (مقاطعة دبلن). في عام 1830، بعد أن أُرسل فوجه إلى أيرلندا، أبدى تعاطفًا كبيرًا مع الفلاحين الأيرلنديين الذين كان لبؤسهم تأثير كبير عليه. ترقى إلى رتبة ملازم في عام 1833، وحصل على شهادة من الدرجة الأولى في امتحانات الكلية العسكرية الملكية، ساندهيرست، في عام 1836.

## استكشافاته
في عام 1837، في عمر الخامسة والعشرين، قاد غري رحلة استكشافية غير مُحضّرة مسبقًا لاستكشاف شمال غرب أستراليا. كان المستوطنون البريطانيون في أستراليا في ذلك الوقت لا يعرفون سوى القليل عن المنطقة، ولم يزر المنطقة سوى عضو واحد من مجموعة غري من قبل. كان يُعتقد في ذلك الوقت أن أحد أكبر أنهار العالم يصب في المحيط الهندي في شمال غرب أستراليا؛ إن كان ذلك صحيحًا، فقد تكون المنطقة التي يجري خلالها مناسبة للاستعمار. اقترح غري، مع الملازم فرانكلين لوشينغتون، من فوج المشاة التاسع (شرق نورفولك)، استكشاف المنطقة. في 5 يوليو عام 1837، أبحروا من بليموث بقيادة مجموعة من خمسة، بالإضافة إليه، كان لوشينغتون، والدكتور ويليام ووكر الجراح وعالم طبيعة، والرقيبين جون كولز وأوجير من المهندسين العسكريين وعمال المناجم. انضم آخرون إلى المجموعة في كيب تاون، وفي أوائل ديسمبر، رسوا في خليج هانوفر (غرب جزيرة أوينز في أرخبيل بونابارت). سافرت المجموعة جنوبًا، متتبعةً مجرى نهر غلينلغ. بعد أن تحطمت القوارب، وأوشكوا على الغرق، وضاعوا تمامًا، وتعرض غري لطعنة رمح في الورك في أثناء مناوشات مع السكان الأصليين، استسلمت المجموعة. بعد أن التقطتهم السفينة إتش إم إس بيغل وسفينة لينر، نُقلوا إلى موريشيوس لاستعادة عافيتهم.
بعد ذلك بعامين، عاد غري إلى غرب أستراليا وتحطمت سفينته مرة أخرى مع مجموعته، بما في ذلك الجراح ووكر، وفي كالباري؛ كانوا أول الأوروبيين الذين رأوا نهر مورشيسون، ولكن بعد ذلك اضطروا إلى السير إلى برث، إذ نجوا من الرحلة بفضل جهود كايبر، وهو رجل من شعب وادجوك نونغار (أي من السكان الأصليين في منطقة برث)، الذي نظم عمليات البحث عن الطعام والمياه (نجوا بشرب الطين السائل). في هذا الوقت تقريبًا، تعلم غراي لغة نونغار.
في يوليو عام 1839، ترقى غري إلى رتبة نقيب، وعُيّن قاضيًا مقيمًا مؤقتًا في مضيق الملك جورج، غرب أستراليا، عقب وفاة السير ريتشارد سبنسر، القاضي المقيم السابق.

## حاكم جنوب أستراليا
كان غري ثالث حاكم لجنوب أستراليا، في الفترة من مايو عام 1841 إلى أكتوبر عام 1845، بديلًا لجورج غاولر، الذي أفلست المستعمرة تحت إشرافه نتيجة الإنفاق الهائل على البنى التحتية العامة. حُمّل غاولر مسؤولية الانتقام غير القانوني الذي فرضه الرائد أوهالوران على قبيلة من السكان الأصليين، التي قتل بعض أعضائها جميع الناجين الخمسة والعشرين من حطام سفينة ماريا. كان غري حاكمًا خلال مذبحة جماعية أخرى: مذبحة نهر روفوس، التي قُتل فيها ما لا يقل عن 30 شخص من السكان الأصليين، من قبل الأوروبيين، في 27 أغسطس عام 1841.
يُعزى إلى غري تحسن الشؤون المالية لجنوب أستراليا من خلال الإدارة المالية الصارمة، لكن غاولر، الذي عزا إليه غري كل مشكلة في المستعمرة، بُرّر موقفه إلى حد كبير: كانت أغلب الأعمال التي تعهد بها للحد من البطالة ذات قيمة دائمة وكان الخلاص الحقيقي لأموال المستعمرة هو اكتشاف النحاس في بورا بورا في عام 1845.

## روابط خارجية
- جورج غري على موقع الموسوعة البريطانية (الإنجليزية)